# ستيف كولتر
ستيف كولتر (بالإنجليزية: Steve Colter)‏ مواليد 24 يوليو 1962 في فينيكس، هو لاعب كرة سلة أمريكي معتزل. بدأ مسيرته الاحترافية في سنة 1984. تم اختياره من قبل فريق بورتلاند ترايل بلايزرز خلال الدرافت. يبلغ طوله 6 قدم 3 بوصة (1.9 م). اعتزل اللعب في 1995.

## المسيرة الاحترافية
لعب مع بورتلاند ترايل بلايزرز من سنة 1984 إلى 1986، ثم لعب مع شيكاغو بولز في سنة 1986، ثم لعب مع فيلادلفيا سفنتي سيكسرز في سنة 1986، ثم لعب مع واشنطن ويزاردز في سنة 1990، ثم لعب مع سكرامنتو كينغز في موسم 1990–1991، ثم لعب مع كليفلاند كافالييرز في موسم 1994–1995.

## روابط خارجية
- ستيف كولتر على موقع إن بي أي (الإنجليزية)
- ستيف كولتر على موقع سبورتس رفرنس (الإنجليزية)
- ستيف كولتر على موقع كلية كرة السلة في سبورتس رفرنس.كوم (الإنجليزية)
- ستيف كولتر على موقع ريلجم (الإنجليزية)
- ستيف كولتر على موقع بروبوليرز (الإنجليزية)